# Voto alternativo

Esempio di un voto alternativo istantaneo

Il voto alternativo (in inglese chiamato anche instant-runoff voting, transferable vote, ranked choice voting o preferential vote) è un sistema elettorale usato per eleggere un singolo vincitore da una lista di tre o più candidati. È una forma di sistema di voto a classifica in cui ciascun votante, anziché indicare il candidato che riscuote il più alto gradimento, definisce un ordine decrescente di preferenza per i candidati (tutti o talvolta in numero fisso).

## Funzionamento
Il sistema di voto alternativo prevede che ciascun votante ordini tutti i candidati in una classifica, anziché scegliere semplicemente quello che preferisce.
Inizialmente, a ciascun candidato si attribuiscono tanti voti quante sono le prime preferenze che ha ricevuto. Se un candidato ottiene più della metà dei voti, vince. Altrimenti, il candidato che ha ottenuto il minor numero di voti è eliminato e i suoi voti sono assegnati a uno dei candidati rimanenti in base alla seconda preferenza di ogni scheda elettorale. Se continua a non esserci nessun candidato che abbia ottenuto la maggioranza assoluta dei voti, il processo di eliminazione del meno votato e di riassegnazione dei voti da esso ottenuti in base alle successive preferenze espresse viene ripetuto finché un candidato non ottenga più della metà dei voti.

## Effetti
Rispetto ad altri sistemi elettorali, il sistema di voto alternativo permette di ridurre la possibilità di manipolazione degli esiti del procedimento, riducendo la possibilità che i voti verso candidati minori influenzino il risultato. In particolare, disincentiva comportamenti volti ad ostacolare la vittoria di candidati popolari ma a loro particolarmente sgraditi, scegliendo di esprimere in maniera strategica le proprie preferenze, non quindi per il candidato che gode della loro reale massima preferenza ma per uno che ha una significativa probabilità di vittoria e rappresenta comunque una scelta relativamente più favorita. Si supponga, per esempio, che di tre candidati, A, B e C, i primi due condividano il medesimo orientamento politico (ad esempio conservatore). Essendo noto che la popolarità di A come prima scelta è del 35%, quella di B del 20% e quella di C del 45%, con un sistema di voto plurale il candidato C, sebbene privo della maggioranza assoluta dei voti, risulterebbe eletto. Per evitare tale esito, gli elettori che preferiscono il candidato B potrebbero essere indotti ad ostacolare la vittoria di C dichiarando invece di preferire A. Con un sistema di voto alternativo, invece, essi potrebbero ottenere il medesimo risultato esprimendo la loro reale preferenza per B ed collocando invece A come seconda scelta. In tal modo, dato che C non è in grado di assicurarsi la maggioranza al primo turno di votazioni e B, in quanto destinatario del minor numero di voti, verrà eliminato, le loro preferenze per A rispetto a C saranno considerate nel secondo turno, conducendo alla vittoria di A con il 55% dei voti totali.

## Ambiti di impiego
Nella pratica, il voto alternativo ha trovato numerosi impieghi, specialmente in Paesi di cultura anglosassone. Esso è infatti usato per eleggere il presidente della Repubblica d'Irlanda, il presidente dell'India, i componenti della Camera alta in diversi stati federati indiani, i membri della Camera dei rappresentanti dell'Australia., i parlamenti nazionali di Figi e Papua Nuova Guinea. A tale sistema, o a sue varianti, si ricorre inoltre per eleggere il sindaco di Londra e il sindaco della Grande Manchester, per le elezioni suppletive dell'Irlanda del Nord e per diverse elezioni locali degli Stati Uniti.
Negli Stati Uniti questo sistema è stato usato per la prima volta in un'elezione a livello federale nelle elezioni di mid-term 2018 in Maine dove nel secondo distretto della Camera dei rappresentanti nessun candidato aveva raggiunto il 50% dei voti. Applicando tale sistema il repubblicano e deputato uscente Bruce Poliquin, in vantaggio prima della redistribuzione dei voti degli altri candidati, è stato sconfitto dal democratico Jared Golden. È stato inoltre impiegato nella votazione preliminare del referendum sulla bandiera neozelandese del 2016.
Sono diversi anche gli impieghi del sistema di voto alternativo da parte di associazioni private: ne fa uso, ad esempio, l'Academy of Motion Picture Arts and Sciences per l'assegnazione dell'Oscar al miglior film.